# Heldere Toekomst
Heldere Toekomst (IJslands: Björt framtíð, ook vertaald Glansrijke Toekomst) is een IJslandse politieke partij, die is opgericht op 4 februari 2012.
Guðmundur Steingrímsson was verkozen tot lid van het Alding (het IJslandse parlement) voor Framsóknarflokkurinn (de Progressieve Partij), maar verliet de partij om verder te gaan als onafhankelijk lid. In 2012 ging hij samen met Besti flokkurinn (de Beste Partij van Jón Gnarr), wat leidde tot een nieuwe partij Heldere Toekomst. Voor de verkiezingen van 2013 had de partij 2 zetels. Dit aantal werd na deze verkiezingen 6 zetels en liep na de verkiezingen van 2016 terug naar 4.
Heldere Toekomst was sinds januari 2017 een van de drie coalitiepartners in de regering van Bjarni Benediktsson, maar besloot in september 2017 daaruit te stappen nadat de vader van de premier in opspraak was gekomen. Als gevolg hiervan vonden in oktober 2017 opnieuw parlementsverkiezingen plaats, waarbij de partij al haar zetels verloor.
De partij is voor een toetreding van IJsland tot de Europese Unie en de Eurozone.

## Verkiezingsuitslagen
| Verkiezing | Aantal stemmen | % van totaal | Aantal zetels | Positie |
| ---------- | -------------- | ------------ | ------------- | ------- |
| 2013       | 15.583         | 8,25%        | 6             | 5de     |
| 2016       | 13.578         | 7,2%         | 4             | 6de     |
| 2017       | 2.394          | 1,2%         | 0             | 9de     |

## Bron
- Dit artikel of een eerdere versie ervan is een (gedeeltelijke) vertaling van het artikel Bright Future (Iceland) op de Engelstalige Wikipedia, dat onder de licentie Creative Commons Naamsvermelding/Gelijk delen valt. Zie de bewerkingsgeschiedenis aldaar.